# Tom-Patric Kimmel
Tom-Patric Kimmel (* 5. Mai 1990 in Düsseldorf) ist ein ehemaliger deutscher Eishockeyspieler, der zuletzt beim TEV Miesbach unter Vertrag stand.

## Karriere
Kimmel, der sowohl 2006 mit den Jungadlern Mannheim als auch 2007 mit den Kölner Junghaien Meister der Deutschen Nachwuchsliga wurde, erhielt für die Saison 2008/09 einen Vertrag bei den Kölner Haien mit einer Förderlizenz für den Herner EV aus der Eishockey-Oberliga. Während seiner ersten Spielzeit gab der Center sein Debüt für die Haie in der Deutschen Eishockey Liga. Bis zum Frühjahr 2009 besuchte Kimmel das Düsseldorfer Cecilien-Gymnasium, um seine Schullaufbahn mit dem Abitur abzuschließen. Nachdem er die Saison 2009/10 in den Vereinigten Staaten verbracht und dort für diverse unterklassige Juniorenteams gespielt hatte, kehrte Kimmel nach Deutschland zurück und erhielt im Anschluss einen Kontrakt beim EV Ravensburg in der 2. Eishockey-Bundesliga, mit dem er in der Saison 2010/11 die Meisterschaft der 2. Bundesliga gewann. Zur Saison 2012/13 wechselte er zum Ligakonkurrenten Schwenninger Wild Wings. Die Wild Wings wurden 2013 in die DEL aufgenommen, in der Kimmel in der Saison 2013/13 21 Partien absolvierte. Parallel spielte er per Förderlizenz bei den Eispiraten Crimmitschau in der DEL2.

### International
Auf internationaler Ebene repräsentierte Kimmel die U18-Auswahl des Deutschen Eishockey-Bundes bei der U18-Junioren-Weltmeisterschaft 2008 im russischen Kasan. Dabei erreichte er mit der Mannschaft einen hervorragenden fünften Platz. Persönlich steuerte er in sechs Turnierspielen zwei Tore sowie zwei Assists zum Erfolg bei und war damit neben Daniel Weiß der erfolgreichste deutsche Scorer.

## Erfolge und Auszeichnungen
- 2006 DNL-Meister mit den Jungadlern Mannheim
- 2007 DNL-Meister 2007 mit den Kölner Junghaien
- 2011 Meister der 2. Bundesliga mit den Ravensburg Towerstars

## Karrierestatistik
(Legende zur Spielerstatistik: Sp oder GP = absolvierte Spiele; T oder G = erzielte Tore; V oder A = erzielte Assists; Pkt oder Pts = erzielte Scorerpunkte; SM oder PIM = erhaltene Strafminuten; +/− = Plus/Minus-Bilanz; PP = erzielte Überzahltore; SH = erzielte Unterzahltore; GW = erzielte Siegtore; 1 Play-downs/Relegation; Kursiv: Statistik nicht vollständig)